# 周剑云

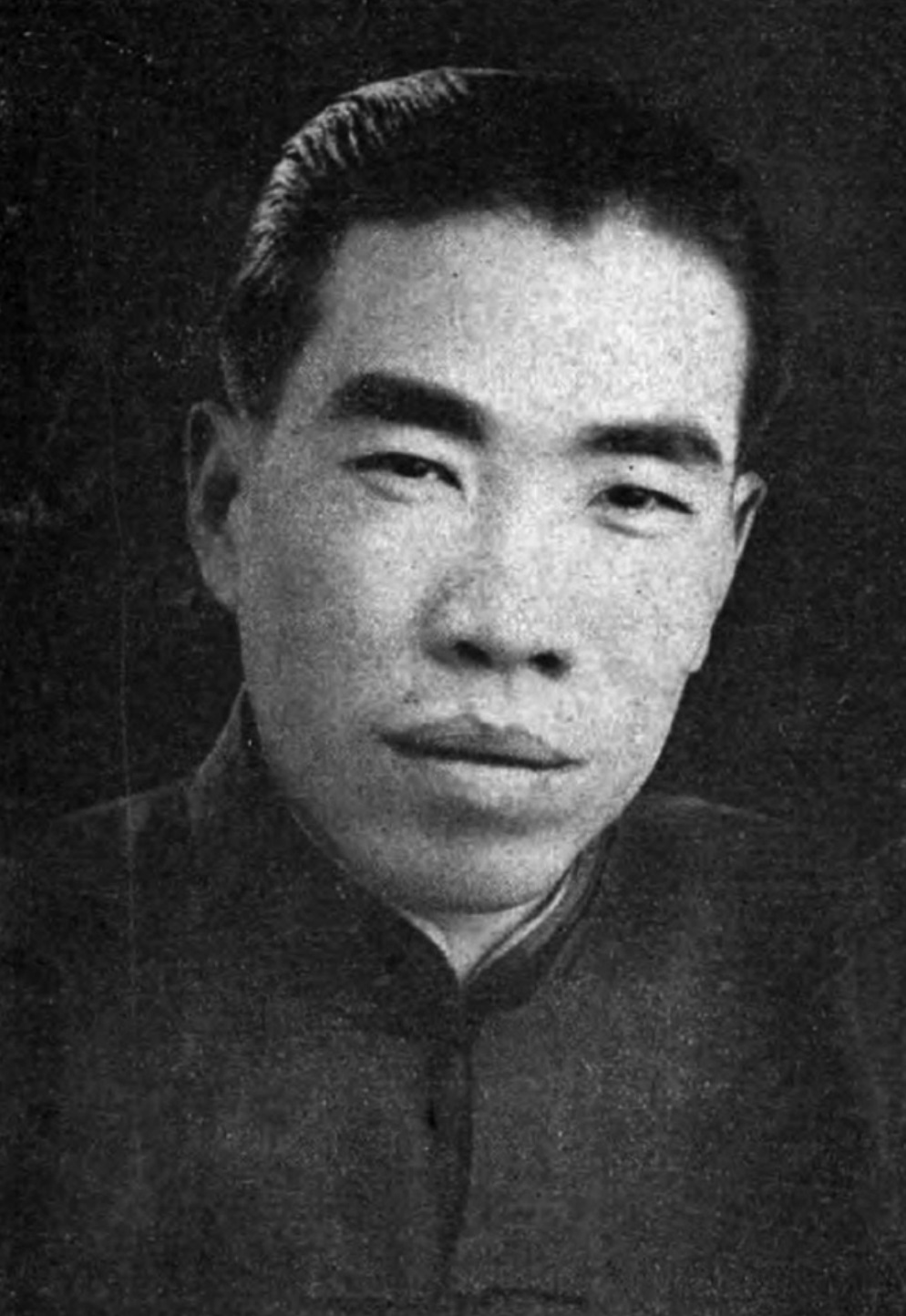
周剑云

周剑云（1893年—1967年），男，安徽合肥人，中国早期电影事业家、戏剧理论家，曾与张石川、郑正秋等人发起创办明星电影公司。